# Johann Heinrich Tischbein den yngre

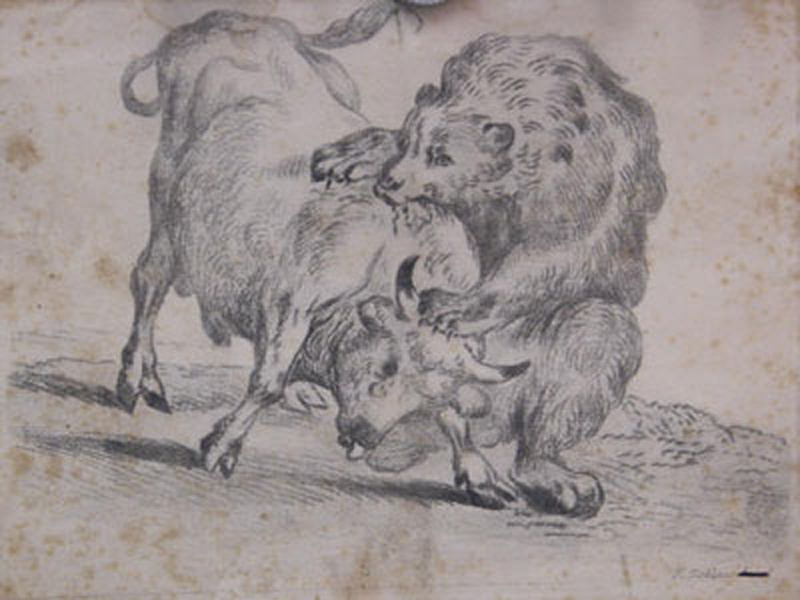
Etsning av J.H. Tischbein den yngre.

Johann Heinrich Tischbein den yngre, född den 28 november 1742 i Haina (Kloster), död den 22 december 1808 i Kassel, var en tysk konstnär, son till Johann Konrad Tischbein.
Tischbein, som studerade hos sin farbror i Kassel, där han 1755 blev konstgalleriets föreståndare, är huvudsakligen känd som etsare (landskap och djur).